# Особняк Софронова (Кунгур)
Особняк М. Я. Софронова — памятник архитектуры в городе Кунгур, расположен по адресу ул. Гоголя, 40.
Великолепный особняк Софроновых с полуподвалом из бутового камня был построен в 1881—1882 гг. на склоне горы. Первоначально особняк имел Т-образную форму. Впоследствии был перестроен и перепланирован. Парадное крыльцо выходило на набережную, и было увенчано навесом, опирающимся на кованные металлические кронштейны. Поэтажное членение фасада осуществлялось с помощью карниза с лентой «поребрика». Оконные проёмы оформлены нарядными наличниками. Окна второго этажа обрамлены пилястрами. Декор особняка дополняют мощный венчающий карниз, состоящий из чередующихся фигурных элементов, ложные фронтоны с круглым окном, четырёхгранные тумбы и кованые решётки. Характер оформления напоминает декор особняка М. И. Грибушина, что позволяет предположить, что автором проекта был пермский архитектор Рудольф Карвовский. Сейчас особняк полностью занимает Центральная городская библиотека им. К. Т. Хлебникова.